# Autriche aux Jeux olympiques d'été de 1988
L'équipe olympique d'Autriche participe aux Jeux olympiques d'été de 1988 à Séoul. Elle y remporte une médaille : une en or, se situant à la vingt-neuvième place des nations au tableau des médailles. L'athlète Hubert Raudaschl est le 
porte-drapeau d'une délégation autrichienne comptant 73 sportifs (66 hommes et 7 femmes).